# Veronica donii
Veronica donii är en grobladsväxtart som beskrevs av Römpp. Veronica donii ingår i släktet veronikor, och familjen grobladsväxter. Inga underarter finns listade i Catalogue of Life.